# Neiba
Neiba is een stad en gemeente in de Dominicaanse Republiek, de hoofdstad van de provincie Baoruco. De gemeente heeft zo'n 37.400 inwoners. Er wordt suikerriet verbouwd.
De stad ligt in het rivierdal Valle de Neiba. Ook de dichtbijgelegen Sierra de Neiba en de Baai van Neiba zijn naar de stad genoemd.

## Bestuurlijke indeling
De gemeente bestaat uit twee gemeentedistricten (distrito municipal):
El Palmar en Neiba.
- Library of Congress Control Number: n79149765
- Nationale Bibliotheek van Israël: 987007557251405171
- Virtual International Authority File: 146574263
- WorldCat: E39PBJwdgKrXVRgjjhGg8tFdwC

Azua · Bajos de Haina · Baní · Barahona · Boca Chica · Bonao · Comendador · Cotuí · Dajabón · El Seibo · Hato Mayor · Higüey · Jimaní · La Romana · La Vega · Los Alcarrizos · Mao · Moca · Monte Cristi · Monte Plata · Nagua · Neiba · Pedernales · Puerto Plata · Sabaneta · Salcedo · Samaná · San Cristóbal · San Francisco de Macorís · San José de Ocoa · San Juan · San Pedro de Macorís · Santiago · Santo Domingo de Guzmán · Santo Domingo Este · Santo Domingo Norte · Santo Domingo Oeste